# W.F.O.
W.F.O. (Wide Fucking Open) es el séptimo álbum de estudio de la banda de thrash metal estadounidense Overkill, publicado el 15 de julio de 1994 por el sello Atlantic Records.

## Lista de canciones
1. "Where It Hurts" - 5:33
2. "Fast Junkie" - 4:21
3. "The Wait/New High in Lows" - 5:46
4. "They Eat Their Young" - 4:57
5. "What's Your Problem" - 5:10
6. "Under One" - 4:14
7. "Supersonic Hate" - 4:17
8. "R.I.P. (Undone)" - 1:43
9. "Up to Zero" - 4:07
10. "Bastard Nation" - 5:38
11. "Gasoline Dream" - 6:49

## Créditos
- Bobby "Blitz" Ellsworth – Voz
- D. D. Verni – Bajo
- Merritt Gant – Guitarra
- Rob Cannavino – Guitarra
- Tim Mallare – Batería
- Doug Cook – Teclados